# Фтур
Фтур (дари فتور) — кишлак на северо-востоке Афганистана, в вилаяте (провинции) Бадахшан. Входит в состав района Вахан.

## Географическое положение
Фтур расположен на северо-востоке Бадахшана, в высокогорной местности, на левом берегу реки Пяндж, вблизи государственной границы с Таджикистаном, на расстоянии приблизительно 103 километров к востоку-юго-востоку (ESE) от города Файзабада, административного центра вилаята. Абсолютная высота — 2528 метров над уровнем моря. Ближайшие населённые пункты — кишлак Учдраг (выше по течению Пянджа), кишлак Шикач (ниже по течению Пянджа).

## Население
На 2003 год население составляло 436 человек. В национальном составе преобладают ваханцы.